# Brusy
Brusy (Duits: Bruß) is een stad in het Poolse woiwodschap Pommeren, gelegen in de powiat Chojnicki. De oppervlakte bedraagt 5,1 km², het inwonertal 4517 (2005). Het is de zetel van de gemeente Brusy

## Verkeer en vervoer
- Station Brusy